# Lille Heddinge Sogn
Lille Heddinge Sogn 
ist eine Kirchspielsgemeinde (dän.: Sogn)
auf der Insel Sjælland im südlichen Dänemark.
Bis 1970 gehörte sie zur Harde Stevns Herred im damaligen Præstø Amt, danach zur Stevns Kommune im Storstrøms Amt, die im Zuge der  Kommunalreform zum 1. Januar 2007 in der „neuen“ Stevns Kommune in der Region Sjælland aufgegangen ist.

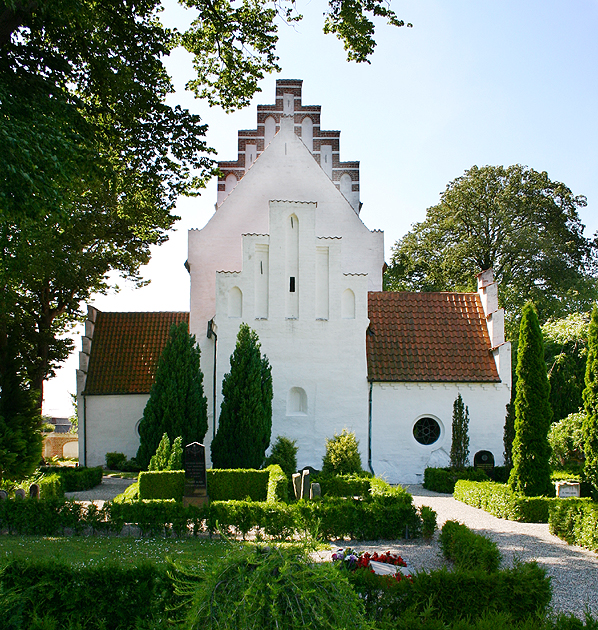
Lille Heddinge Kirke

Im Kirchspiel leben 1100 Einwohner (Stand: 1. Januar 2023), zum großen Teil Einwohner der Hafenstadt Rødvig, die sich auch auf das Gebiet des Havnelev Sogn erstreckt.
Im Kirchspiel liegt die Kirche „Lille Heddinge Kirke“. Das Kirchdorf Lille Heddinge selbst hat weniger als 200 Einwohner.
Nachbargemeinden sind im Westen Havnelev Sogn, im Nordwesten Frøslev Sogn, im Norden Store Heddinge Sogn und im Nordosten Højerup Sogn.